# 体育西路 (广州)
体育西路位于中国广州市天河区，是一条呈南北走向的道路。其南起黄埔大道西，北至天河北路，全长1600米，宽44米，双向6车道。于1987年建成，因位于天河体育中心西侧而得名。其地处天河的商业繁华地段，两旁有天河城、维多利广场以及天河体育中心等，地下建有大型人防工程。
在广州，体育西路与天河北路是著名的商圈，除了附近的大型写字楼，还有广百百货、天河城等大型商场，是与上下九步行街以及北京路齐名的消费集中地。
由于是天河区的主要干道之一，体育西的车流量极大。
经过地铁站改造后，体育西路下方设置有巨大的人防工程。第一期人防工程在体育西路南段地下，东边靠近天河城广场，西边连接广百中怡店，南边接广州地铁一、三号线体育西路站，北边接体育西路北段人防工程，建筑面积为8219平方米。二期工程位于体育西路北段与天河路交会的十字路口地下，东面靠近体育中心，西面连接维多利亚广场、广州购书中心，南面南段工程相通，建筑面积15010平方米。

## 与之交会道路
- 顺序由南往北排列，粗体字为主干道
- 华夏路、黄埔大道西
- 天河南一路
- 天河路
- 天河北路

## 公共交通
- 广州地铁1号线體育西路站
- 广州地铁3号线體育西路站、林和西站
- 珠江新城旅客自动输送系统林和西站、體育中心南站

均在鄰近體育西路位置設有出口。